# 異世界武士
《異世界武士》是2023年2月22日開始連載於Comic Walker的奇幻異世界類型的漫畫系列，作者為齋藤勁吾。本作於2023年8月獲得“下一部人氣漫畫大賞 2023”網路漫畫部門的第17名。同年12月獲得“這本漫畫真厲害！ 2024”男子組第17名。以及在2024年的“全國書店店員推薦漫畫 2024”中獲得排名第8。。與《神樂鉢》、《瑕疵新娘（傷物的新娘/失貞的新娘）》、《螢火蟲的出嫁》、《羽根親和阿吹的兒科診療錄》（日语：ハネチンとブッキーのお子さま診療録）獲頒宮脇書店主辦的「Miyawaki Comic Awards 2024（日语：ミヤコミ 2024）」漫畫獎項。

## 故事簡介
被培養成為武士的月鍔銀子是一名劍術高手，她在某場嚴酷的戰鬥中殺死了自己的老師兼父親，為了完成心願（作為武士戰死），她參與關原之戰但卻事與願違地成為倖存者，因此成為劍魔並不斷與武士對抗，尋找足夠強大的敵人取下她的首級。經過五年的時間，卻未能夠作為武士戰死，銀子因此到訪「轉生寺」祈求佛祖能給予敵人並戰死，而後佛祖應允銀子的請求並讓銀子轉生至異世界。

## 登場人物

### 主要人物
月鍔銀子
本作主人公。用與褲裙相配的紅絲帶紮起頭髮，揮舞長劍將怪物斬成兩半的少女武士。 臉上有一道疤痕，是在12歲時為了擺脫女性身份而故意給自己留下的，而傳送至異世界時仅17歲。拿手絕活為砍人。
米可
在“危險森林”被翠安特（トレント）攻擊時，被衝進來的銀子解救的少年。
擅長花魔法。
吉普莉露
原“槍之勇者”、翡翠教修女、“愛之家”院長，米可的保護者。
因“蛇王”巴西利斯克的詛咒而退休成為修女。
格爾尼卡
圓桌排行第8的“火之勇者”、魔法使。對金錢以外的事不感興趣。
雖意外被月鍔銀子的弓箭波及殺死，却没事般復活自身。

## 出版書籍

### 漫畫
| 卷數 | KADOKAWA       | KADOKAWA               | 台灣角川      | 台灣角川               |
| 卷數 | 發售日期       | ISBN                   | 發售日期      | ISBN                   |
| ---- | -------------- | ---------------------- | ------------- | ---------------------- |
| 1    | 2023年6月22日  | ISBN 978-4-046-82464-6 | 2024年12月5日 | ISBN 978-6-264-00968-3 |
| 2    | 2023年10月20日 | ISBN 978-4-046-82938-2 |               |                        |
| 3    | 2024年2月22日  | ISBN 978-4-046-83284-9 |               |                        |
| 4    | 2024年8月22日  | ISBN 978-4-04-683849-0 |               |                        |
| 5    | 2025年2月20日  | ISBN 978-4-04-684397-5 |               |                        |

## 外部連結
- Comic Walker （页面存档备份，存于）（日語）